# 水合焓
水合焓（英語：Hydration enthalpy），又称水合能（英語：Hydration energy）、水合热，指一摩尔气态离子与水结合的热效应。水合焓是溶剂化热在溶剂为水时的特殊情况，它对自然过程和人工过程热力学模型的建立都有着重大作用。

## 定义
一摩尔气态离子与水结合形成（无限稀释溶液中的）水合离子，其过程中的焓变即为水合焓，也即热化学方程式{\displaystyle {\ce {M+(g) {+}X^-(g) -> MX(aq)}}}的焓变（对于电荷数大于一的离子也有类似方程式），本文记为{\displaystyle \Delta H_{hyd}}。此外，上述过程的自由能变称为水合焓。水合离子中离子周围的水分子定向排列，因而较为稳定，故上述方程式通常为放热:122。
298K下的某种离子的水合焓称为标准水合焓:122，本文记为{\displaystyle \Delta H_{hyd}^{0}}。

## 计算与测定
用绝热蒸气吸收量热计（adiabatic vapor absorption calorimeter）可测得离子化合物的水合焓。因为溶液中同时存有正负离子，故如此直接测定无法得到每种离子的水合焓，只能得到正负离子水合焓之和:122。
如果{\displaystyle {\ce {A+}}}的水合焓已知，则可由离子化合物{\displaystyle {\ce {AB}}}的水合焓{\displaystyle \Delta _{hyd}(\mathrm {B^{-}+A^{+}} )}减去{\displaystyle {\ce {A+}}}的水合焓计算离子{\displaystyle {\ce {B-}}}的水合焓，如下式所示：
{\displaystyle \Delta _{hyd}(\mathrm {B^{-}} )=\Delta _{hyd}(\mathrm {B^{-}+A^{+}} )-\Delta _{hyd}(\mathrm {A^{+}} )}
而{\displaystyle \Delta _{hyd}(\mathrm {B^{-}+A^{+}} )}可通过实验测定{\displaystyle {\ce {AB}}}的溶解焓和晶格焓并根据盖斯定律计算得到。可见，这一方法完全依赖于现有的数据。:122一般可取{\displaystyle {\ce {A+}}}为质子{\displaystyle {\ce {H+}}}（同理，若欲求阳离子的水合焓，可用氢氧根{\displaystyle {\ce {OH-}}}的水合焓计算）来计算所求阴离子的水合焓:122-124。

### 经验公式
有人提出过以下两个计算水合焓的经验公式：
{\displaystyle \Delta H_{hyd}^{0}=-{\frac {7\times 10^{4}Z^{2}}{r+85}}}（kJ/mol），其中{\displaystyle Z}为离子电荷数，{\displaystyle r}为离子半径（pm）；
{\displaystyle \Delta H_{hyd}^{0}=-{\frac {930(Z-0.2)^{2}}{r+1-{\frac {1}{2}}Z}}}（kJ/mol），其中{\displaystyle Z}为离子电荷数，{\displaystyle r}为阳离子的鲍林单价离子半径（Å）。

## 质子与氢氧根的水合能
从“计算与测定”一节可以看出，质子、氢氧根{\displaystyle {\ce {OH-}}}的水合焓是水溶液热力学中关键的数值。2000年的一份研究计算出{\displaystyle {\ce {H+}}}和{\displaystyle {\ce {OH-}}}的水合焓分别约为-1150kJ/mol与-520kJ/mol。